# Аларубия Бемаха
Аларубия Бемаха (на малгашки: Alarobia Bemaha) е община (каоминина) в Мадагаскар, провинция Антанариву, регион Вакинанкарача, окръг Бетафу. Населението на общината през 2001 година е 15 077 души.